# Sandro Dell'Agnello
Sandro Dell'Agnello (nacido el 20 de octubre de 1961 (63 años) en Livorno, Italia)  es un exjugador y actual entrenador italiano de baloncesto. Con 2.03 de estatura, jugaba en la posición de alero. Desde 2022 dirige al AMG Sebastiani Basket Rieti de la Serie A2 italiana.

## Trayectoria

### Como entrenador
Tras acabar su carrera como jugador en el Pallacanestro Reggiana, en 2002 se haría cargo durante unas jornadas del banquillo del primer equipo. Su carrera como entrenador comenzó en 2006 en las filas del Basket Livorno con quien no pudo evitar el descenso a la Serie A2 italiana.
En 2009, tras tres temporadas en el conjunto de Livorno, Sandro pasó una temporada al Reyer Venezia, y luego al Basket Brescia Leonessa y al Fulgor Libertas Forlì.
En junio de 2013, Dell'Agnello firma como entrenador del Consutlinvest Pesaro, pero el 13 de enero de 2015 fue despedido.
El 23 de junio de 2015, se convirtió en entrenador de Pasta Reggia Caserta.
El 1 de julio de 2017, Sandro Dell'Agnello se convirtió en entrenador del New Basket Brindisi, pero el 11 de diciembre del mismo año fue despedido por el club.
En la temporada 2018-19, firma por el Bergamo Basket 2014 de la Serie A2 italiana.
En la temporada 2019-20, se convierte en entrenador del Pallacanestro Forlì 2.015 de la Serie A2 italiana, al que dirige durante tres temporadas.
En la temporada 2022-23, firma como entrenador del AMG Sebastiani Basket Rieti de la Serie A2 italiana.

## Clubs

### Como jugador
- 1981-1984 Pallacanestro Livorno
- 1984-1992 Juvecaserta Basket
- 1992-1994 Virtus Roma
- 1994-1996 Victoria Libertas Pesaro
- 1996-1998 Mens Sana Siena
- 1997-1998 Roseto Basket
- 1998-2000 Mens Sana Siena
- 2000-2002 Pallacanestro Reggiana

## Como entrenador
- 2002: Pallacanestro Reggiana
- 2006-2009: Basket Livorno
- 2009-2010: Reyer Venezia
- 2010–2012: Leonessa Brescia
- 2012-2013: Fulgor Libertas Forlì
- 2013–2015: Victoria Libertas Pesaro
- 2015–2017: Juvecaserta
- 2017: New Basket Brindisi
- 2018-2019: Bergamo Basket 2014
- 2019-2022: Pallacanestro Forlì 2.015
- 2022-2023: Real Sebastiani Rieti
- 2023-Actualidad: Rinascita Basket Rimini